# Trêve d'Avignon
 (octobre 2015).
Brétigny (1360) Pampelune (1365)
La trêve d’Avignon est une interruption des combats lors de la guerre de Cent Ans, signée par les plénipotentiaires navarrais et français tous réunis à Avignon sur la demande du pape Urbain V qui présidait les négociations.
Cette trêve ordonnait que les armes soient déposées le 6 mars 1365.

## Origine
Durant la guerre de cent ans, Charles le Mauvais, qui avait voulu s'opposer militairement au couronnement de Charles V de France, depuis ses possessions normandes, initia un blocus sur Paris. Charles V y envoie Bertrand du Guesclin à la tête de son armée. Le 16 mai 1364, ils livrent bataille à Cocherel aux troupes de Charles II de Navarre qui sont sous les ordres du captal de Buch, Jean de Grailly, ainsi qu'à des archers anglais commandés par Blancbourg et Jean Jouel, et des routiers tels que Arnaud-Amanieu d'Albret.
Après la défaite de ses troupes Charles II de Navarre se réfugie à la cour du pape Urbain V à Avignon. Le 24 novembre 1364, Urbain V put informer Charles V que son beau-frère de Navarre, réfugié à Avignon, se disait prêt à traiter. Les plénipotentiaires de Charles V et du Mauvais, à la suite des pourparlers d’Avignon, signèrent à Paris une trêve le 6 mars 1365. En mai, les deux rois contresignèrent cet accord de paix.

## Le traité
Le 6 mars 1365 est signé le traité d'Avignon. Charles II de Navarre, dit le Mauvais abandonne à Charles V de France ses possessions de Meulan, Mantes et le comté de Longueville en échange de la ville et seigneurie de Montpellier ainsi que la restitution des châteaux de Moulineaux, de Hambye et le « fort de Bricquebec ».
Charles de Navarre renonce aussi à ses droits sur la Bourgogne, la Champagne et la Brie.

## Les suites

La France, en 1365, après les traités de Brétigny et de Guérande.
Territoires contrôlés par Édouard III avant le traité de Brétigny
Territoires cédés par la France à l'Angleterre par le traité de Brétigny
Territoire du duché de Bretagne, allié aux Anglais
Possessions de Charles de Navarre

Il semble que l'accord trouvé pour le traité ne fut réellement appliqué qu'après cinq années durant lesquelles le Navarrais tente d’obtenir un traité d’alliance perpétuelle avec les Anglais, mais ceux-ci sont méfiants du fait de ses revirements incessants dont ils ont déjà été victimes.